# Улица Чехова (Астрахань)
У́лица Че́хова — улица в исторических районах Закутумье и Селение в центральной части Астрахани. Начинчается от Красной Набережной реки Кутум между Сапожниковским мостом и мостом Влюблённых и идёт с юга на север, пересекая улицы Академика Королёва, Кожанова, Анри Барбюса, Полякова и Юрия Селенского, и заканчивается во дворах недалеко от сквера имени 60-летия Сталинградской битвы перед началом Комсомольской набережной.
Преимущественно застроена малоэтажными зданиями дореволюционного периода, в том числе многочисленными памятниками архитектуры. Ансамбль застройки улицы Куйбышева имеет статус охраняемого градостроительного памятника регионального значения «Казанская улица».

## История
В 1837 году официально утверждено уже существовавшее название Казанская улица. Позднее Казанская была объединена с Большой Воскресенской, объединённая улица получила название в честь Антона Павловича Чехова постановлением Пленума астраханского горсовета в 1920 году.

## Застройка
- дом 2/19/2 —  памятник архитектуры Усадьба Савиновых (вторая половина XIX в.)
- дом 6 —  памятник архитектуры Усадьба (вторая половина XIX в.)
- дом 10 —  памятник архитектуры Казанская церковь (конец XIX в.)
- дом 12 —  памятник архитектуры Жилой дом (начало XIX в.)
- дом 13 —  памятник архитектуры Дом И. Ф. Скрепинского (начало XX вв.)
- дом 14 —  памятник архитектуры Жилой дом (конец XIX — начало XX вв.)
- дом 18 —  памятник архитектуры Жилой дом (вторая половина XIX в.)
- дом 35 —  памятник архитектуры Жилой дом (конец XIX — начало XX вв.)
- дом 38 —  памятник архитектуры Жилой дом (конец XIX — начало XX вв.)
- дом 43 —  памятник архитектуры Жилой дом (конец XIX в.)
- дом 54 —  памятник архитектуры Жилой дом (конец XIX в.)

## Транспорт
Движения общественного транспорта по улице нет, ближайшие остановки маршрутных такси расположены на соседних улицах Академика Королёва, Адмиралтейской и Анри Барбюса.